# Гардинер, Роберт Квеку Атта
Роберт Квеку Атта Гардинер (англ. Robert Kweku Atta Gardiner; 29 сентября 1914, Кумаси, Британский Золотой Берег — 13 апреля 1994, Аккра, Гана) — ганский государственный деятель, экономист, педагог, профессор. Исполнительный секретарь Экономической комиссии ООН для Африки (26 января 1962 — октябрь 1975).

## Биография
Представитель народа фанти. Родился в семье преуспевающих торговцев.
Образование получил в университетах Оксфорда и Кембриджа. Занимался научной и преподавательской деятельностью в Сьерра-Леоне и Нигерии (Ибаданский колледж, ныне Ибаданский университет). Стал преподавателем экономики в Колледже Фура-Бей.
С 1946 по 1948 год работал региональным специалистом в Совете по опеке ООН. С 1949 года — первый директор заочного обучения в Университетском колледже в Ибадане, Нигерия.
После обретения страной независимости в 1957 году премьер-министр Кваме Нкрума назначил его секретарём по вопросам образования Ганы.
В 1955–1959 годах — на государственной службе в правительстве Ганы. После увольнения в 1959 году был назначен на должность заместителя Исполнительного секретаря Экономической комиссии ООН для Африки (ЭКА ООН).
В 1960 году в недавно получившей независимость Республике Конго начался Конголезский кризис, и Гардинер активно участвовал в усилиях ООН по разрешению кризисной ситуации, выступая в качестве посредника между различными фракциями и близкого советника Генерального секретаря ООН У Тана по этому вопросу.
В 1962 году назначен исполнительным секретарём Экономической комиссии ООН для Африки (26 января 1962 — октябрь 1975). С 1975 года — вновь на государственной службе в правительстве Ганы, работал комиссаром по экономическому планированию.
За свою жизнь получил девять почётных степеней университетов США, Великобритании и Ганы. В 1970 году включён в книгу «100 самых важных людей в мире сегодня».
На открытии Международной конференции по изучению проблем развивающихся стран в 1975 году президент Италии Джованни Леоне наградил его золотой медалью в знак признания его вклада в дела Африки.

В марте 1978 года был награждён Орденом Вольты.